# 36e Bergkorps
Het Duitse 36e Bergkorps (Duits: Generalkommando XXXVI. Gebirgs-Armeekorps) was een Duits legerkorps van de Wehrmacht tijdens de Tweede Wereldoorlog. Het korps vocht grotendeels in Finland aan het Oostfront.

## Krijgsgeschiedenis

### Oprichting
Het 36e Bergkorps werd gevormd op 18 november 1941 door omdopen van het Hoger Korps Commando voor speciale inzet 36 (Duits: Höheres Kommando z.b.V. XXXVI). 

### Inzet en einde

Terugtocht door Finland in 1944

In de tijd van de omdoping lag het korps ten oosten van Salla in Lapland (Finland). Het korps was hier verwikkeld in een stellingoorlog, zonder grootse gevechtshandelingen. Pas in de herfst van 1944 begon de strijd op te vlammen. De Sovjet troepen openden op 7 oktober 1944 het offensief en brachten het korps zware verliezen toe. Hierdoor werd dit gedwongen terug te trekken. Dit werd een onderdeel van Operatie Nordlicht, de algehele terugtocht van het Duitse 20e Bergleger uit Lapland en Noord-Noorwegen. Tijdens deze terugtocht moest het korps tegen zowel Finse als Sovjet troepen vechten. De terugtocht liep via  Kemijärvi naar Rovaniemi. Vandaar trok het Korps verder via Ivalo naar Noor-Noorwegen. Hier kreeg het korps op 20 oktober 1944 de opdracht de zuidflank van het 19e Bergkorps te beschermen. Maar al snel moest het korps uitwijken onder druk van de Sovjets en deed dit langs de Noors-Finse grens. Deze terugtocht eindigde voorlopig in Lakselv. Het korps bleef vervolgens tot de capitulatie in Noorwegen als bezettingsmacht.

Op 8 mei 1945 capituleerde het 36e Bergkorps in Noorwegen.

## Bovenliggende bevelslagen
| Leger             | Legergroep | Plaats/regio | Begin            | Eind            |
| ----------------- | ---------- | ------------ | ---------------- | --------------- |
| Armee Norwegen    | OKH        | Lapland      | 18 november 1941 | 14 januari 1942 |
| Armee Lappland    | OKH        | Lapland      | 14 januari 1942  | 22 juni 1942    |
| 20. Gebirgs-Armee | OKH        | Lapland      | 22 juni 1942     | november 1944   |
| 20. Gebirgs-Armee | OKH        | Noorwegen    | november 1944    | 8 mei 1945      |

## Commandanten
| Rang                      | Naam              | Begin            | Eind             |
| ------------------------- | ----------------- | ---------------- | ---------------- |
| General der Infanterie    | Hans Feige        | 18 november 1941 | 30 november 1941 |
| General der Infanterie    | Karl Weisenberger | 30 november 1941 | 10 augustus 1944 |
| General der Gebirgstruppe | Emil Vogel        | 10 augustus 1944 | 8 mei 1945       |